# Lex curiata de imperio
Na constituição da Roma Antiga, o lex curiata de imperio (plural leges curiatae) era a lei que confirmava os direitos dos magistrados mais elevados para manter o poder, o imperium. Em teoria, foi aprovada pela comitia curiata, que também foi a fonte da leges curiatae relativo a adoção romana.
Na república tardia, historiadores e teóricos políticos pensaram na necessidade desta lei datada do período regal, quando os reis após Rômulo tiveram que se submeter à ratificação pelo povo romano. Como muitos outros aspectos da lei e religião romana, a lex curiata foi atribuída a Numa Pompílio, segundo rei de Roma. Esta origem parece ter sido reconstruída após o fato explicar porque a lei era necessária, num momento em que a intenção original da cerimônia de conferência do imperium já não era compreendido. Os últimos dois reis, no entanto, disseram ter governado sem essa ratificação, que, de qualquer modo, pode ter sido uma aclamação mais vagal.
A lei foi aprovada em uma assembleia que, durante a república tardia era apenas nominal, a comitia curiata, com base nas cúrias. As cúrias deveriam ter sido as 30 divisões políticas criadas por Rômulo e nomeadas após o rapto das sabinas, que provinham de Cures. Essas unidades políticas foram substituídas tão cedo quanto 218 a.C. por lictores; as pessoas já não reuniam-se, pois cada cúria foi representada por um lictor, e a confirmação foi praticamente automática, a menos que um tribuno escolhesse obstruir. Mesmo assim, um magistrado não confirmado podia avançar com as funções de seu cargo, independentemente. Ao final da república, um magistrado poderia simplesmente dispensar essa ratificação em reivindicar seu imperium, ou um legislador poderia incluir uma disposição de um projeto de lei que tornava redundante a lex curiata. Os censores, por contraste, foram confirmados pela comitia centuriata. Por isso, torna-se claro que o propósito da lex curiata continuou a servir: "A origem, natureza, e importância da lex curiata de imperio tem sido extensivamente e inconclusivamente debatida".
Algumas veze já foi suposto que o lex curiata é o que confere o direito de tomar auspícios, embora os estudiosos não sejam unânimes neste ponto. H. S. Versnel, em seu estudo do triunfo romano, argumentou que a lex curiata de imperio era um pré-requisito para uma comandante antes que ele pudesse ser premiado com um triunfo. Imperium, Versnel mantinha, não foi concedido a um comandante dentro de um quadro político, mas foi sim uma qualidade dentro do homem que se manifesta e é reconhecido cerimonialmente pela lex curiata de imperio. O lex não foi fundamental para a conservação do imperium ou auspicium, mas foi sim o ato pelo qual o povo expressa o seu reconhecimento por aquela autoridade.
Mesmo se o lex curiata se tornou em grande parte cerimonial, manteve força suficiente para ser útil para táticas políticas quando evocado. Tribunos podiam obstruir a sua passagem; os cônsules de 54 a.C. careciam  o lex, e sua legitimidade para governar como procônsules foi questionada; durante a guerra civil, os cônsules de 49 a.C. usaram sua própria carência de um lex como uma desculpa para não realizarem eleições para os seus sucessores.